# Putat (Geger)
Putat is een bestuurslaag in het regentschap Madiun van de provincie Oost-Java, Indonesië. Putat telt 3040 inwoners (volkstelling 2010).